# Peleduj
A Peleduj (oroszul: Пеледуй) folyó Oroszország ázsiai részén, Jakutföldön, a Léna bal oldali mellékfolyója.

## Földrajz
Hossza: 398 km, vízgyűjtő területe: 14 300 km², évi közepes vízhozama a torkolat közelében: 47,6 m³/s.
Jakutföld délnyugati szögletében, a Léna-felföldön 430 m magasságban ered és a felföldön folyik végig. Lenszk felett, a Vityim torkolatától északra ömlik a Lénába, 2690 km-re annak torkolatától. Vízgyűjtőjének szinte egész területét tajga borítja.
Tavaszi árvize van (május–június). Október–november körül befagy és május elején szabadul fel a jég alól.
A torkolat közelében fekvő part menti Peleduj városi jellegű település, a folyami hajózás jelentős bázisa.